# 홍콩대학역
홍콩대학역(HKU)은 2014년 12월 28일에 개통한 1면 2선 섬식 철도역이다.

## 역 주변
- 홍콩 대학